# パステル (外食産業)
パステル（Pastel）とは、外食チェーンおよび洋菓子のブランド名。

## 概要
ブランド「パステル」の発祥は1984年（昭和59年）、外食産業を展開するチタカ・インターナショナル・フーズ（愛知県北名古屋市）のイタリアンレストランとしてユニモールにて誕生した。後に代名詞となる「なめらかプリン」は、パスタに合うプリンとして開発されて当時から提供されていた。客の要望に応じて持ち帰り用にカップに入れたのがきっかけとなり1993年（平成5年）に商品化。芸能人がテレビ番組などで紹介したことから人気商品となり、年間の製造数は最大で約2700万個・売上げは約80億円に達した。
「パステル」は前述のユニモールの店舗に続き、1988年（昭和63年）に東京都渋谷区にケーキ工場を併設した店舗を開店。その後、横浜市や名古屋市にもデザートファクトリーを開設し、デザート事業主体で事業を拡大していった。
2015年（平成27年）に「なめらかプリン」などを提供するカフェを含むレストラン部門を、ヴィア・ホールディングス（東京都文京区）傘下の扇屋コーポレーションに譲渡。製造工場・販売のみを行う店舗といったデザート部門は依然チタカ・インターナショナル・フーズが所有したが、2018年（平成30年）には残るデザート部門もオールハーツ・カンパニー（愛知県名古屋市）に譲渡された。

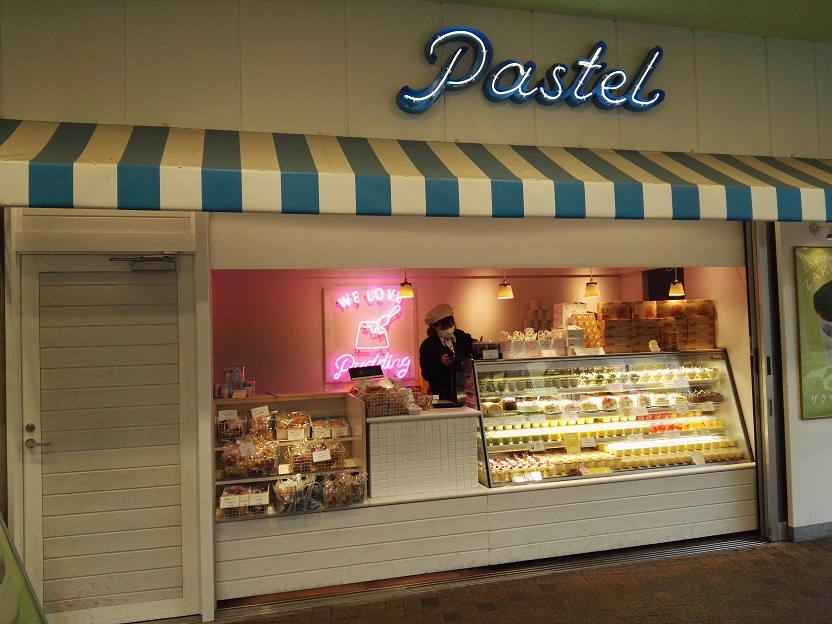
店舗（アスナル金山店）